# Carlos Latre
Carlos Latre, né le 30 janvier 1979 à Castelló de la Plana, est un acteur comique espagnol.

## Biographie
Il étudie à Tarragone jusqu'au dernier cours du lycée et puis il commence à travailler comme présentateur pour les radios Ser, 40 Principales ou Cadena Dial.
Il commence en 1999 à la télévision dans le programme "Xou com sou" de TV3 et il devient très populaire grâce à ses imitations de La Pitonisa Lola, Dinio, Pepe Navarro, Boris Izaguirre, la Duquesa de Alba, Rosa López, Tamara Falcó, Jorge Berrocal, Joaquín Sabina, Jesús Quintero, Carmen Vijande, Toni Genil, Leonardo Dantés, José Manuel Parada ou la Pantoja de Puerto Rico.
Tele5 lui donne un programme plus tard, Latrelevisión et il change pour la chaîne Cuatro plus tard.
Il a fait également le doublage des films comme La increíble pero cierta historia de Caperucita Roja ou Le Livre de la jungle 2.

## TV
- 1999 TV3,  Xou com sou
- Tele5, Crónicas marcianas
- 2003 Tele5, Latrelevisión
- 2005-2006 Cuatro, Maracaná

## Filmographie
- 2003 : Mortadel et Filemon de Javier Fesser : Mortadelo (voix)
- 2003 : El Oro de Moscú : Ricky Tajuña
- 2003 : El Cid: La leyenda : Ben Yussuf / Conde Ordóñez (voix)
- 2005 : Torrente 3: El protector : Torrente Jr.

## Distinctions
- Prix Protagonistas 2011.